# Communauté de communes de Josbaig
La communauté de communes de Josbaig est une ancienne communauté de communes française, située dans le département des Pyrénées-Atlantiques et la région Nouvelle-Aquitaine.
Depuis le 1er janvier 2017, elle est intégrée à la communauté de communes du Haut Béarn.

## Composition
La communauté de communes regroupe 6 communes :
| Code INSEE | Commune          | Maire             | Population | Superficie | Densité       | Délégués |
| ---------- | ---------------- | ----------------- | ---------- | ---------- | ------------- | -------- |
| 64039      | Aren             | David Mirande     | 189 hab.   | 739 ha     | 25,6 hab./km² |          |
| 64241      | Géronce          | Marcel Cousté     | 426 hab.   | 1 599 ha   | 26,6 hab./km² |          |
| 64244      | Geüs-d'Oloron    | Claude Lacourt    | 205 hab.   | 657 ha     | 31,2 hab./km² |          |
| 64426      | Orin             | Pierre Artiguet   | 196 hab.   | 429 ha     | 45,7 hab./km² |          |
| 64458      | Préchacq-Josbaig | Dominique Lagrave | 269 hab.   | 831 ha     | 32,4 hab./km² |          |
| 64481      | Saint-Goin       | Jean Marestin     | 218 hab.   | 554 ha     | 39,4 hab./km² |          |
|            |                  |                   | 1 503 hab. | 4 809 ha   | 31,3 hab./km² | 20       |

La communauté de communes fait partie du Pays d'Oloron et du Haut-Béarn.